# Georges Tapie
Georges Tapie est un rameur français né le 19 février 1910 à Bône (Algérie) et mort le 2 janvier 1964 à Avranches (Manche).

## Biographie
Georges Tapie participe à l'épreuve de deux avec barreur aux Jeux olympiques d'été de 1936 à Berlin avec comme partenaires Marceau Fourcade et Noël Vandernotte. Les trois Français remportent la médaille de bronze.